# Giuffria
Giuffria est un groupe américain de rock, originaire de Washington, D.C.. Il est formé en 1984 par Gregg Giuffria, claviériste du groupe Angel de 1975 à 1981.

## Historique
La première formation du groupe était une tentative de reformation d'Angel avec pour seul membre originel Gregg Giuffria, accompagné du chanteur David Glen Eisley, du batteur Alan Krigger, du guitariste Craig Goldy et du bassiste Rick Bozzo, ce dernier étant remplacé en fin d'année 1984 par Chuck Wright. À cette occasion, le groupe change de nom et se baptise officiellement Giuffria. Giuffria publie en 1984 son premier album éponyme Giuffria sur le label Camel (division de MCA). L'album est produit par Andy Johns. En guise de promotion, le groupe effectue une tournée américaine en première partie de Deep Purple puis de Foreigner avant d'effectuer en tête d'affiche une courte tournée japonaise en juin 1985. Un de ces concerts japonais sera filmé et publié au format VHS sous le titre Giuffria Japan Tour '85. 
Ayant remplacé Craig Goldy et Chuck Wright respectivement par Lanny Cordola et David Sikes, Giuffria publie en 1986 son deuxième album intitulé Silk + Steel, produit cette fois-ci  par Pat Glasser. Gregg Giuffria déclarera dans une interview au magazine Kerrang! avoir été contraint par les dirigeants de Camel d'utiliser les services de Pat Glasser, à l'époque producteur de Night Ranger, groupe principal de Camel. Privé de moyens financiers, le groupe n'effectue pas de tournée pour promouvoir l'album Silk + Steel, ce qui entraine son échec commercial et dans la foulée une rupture de contrat avec Camel.
En avril 2015, Giuffria (avec Eisley, Goldy et Krigger) est annoncé au club Rock City de Nottingham les 23 et 25 octobre. Giuffria joue aux côtés de Dokken.

## Projet parallèle
Le duo Gregg Giuffria et David Glen Eisley continue de travailler les maquettes d'un troisième album provisoirement intitulé Pleasure Palace. Ces maquettes sont présentées en 1987 à Gene Simmons qui propose au groupe un contrat avec sa nouvelle compagnie Simmons Records. L'influence de Gene Simmons sera déterminante sur l'histoire de Giuffria : il exigera et obtiendra le départ de David Glen Eisley et rebaptisera Giuffria en House of Lords, marque déposée lui appartenant et utilisée avec sa seule permission.

## Discographie

### Albums studio
- 1984 : Giuffria
- 1986 : Silk and Steel

### Singles
| Année | Titre                                                                 | Label     | Classement Hot 100 | Album                     |
| ----- | --------------------------------------------------------------------- | --------- | ------------------ | ------------------------- |
| 1984  | Call to the Heart / Out of the Blue (Too Far Gone)                    | MCA 52497 | 15                 | Giuffria                  |
| 1984  | Call to the Heart (extended version) / Out of the Blue (Too Far Gone) | MCA T935  | -                  | Giuffria                  |
| 1984  | Do Me Right                                                           | MCA 4360  | -                  | Giuffria                  |
| 1985  | Lonely in Love / Do Me Right                                          | MCA 52558 | 57                 | Giuffria                  |
| 1986  | I Must Be Dreaming / Tell It Like It Is                               | MCA 52794 | 52                 | Silk and Steel (Giuffria) |
| 1986  | Love You Forever / Heartache                                          | MCA 52882 | -                  | Silk and Steel (Giuffria) |

## Vidéographie
- Giuffria Japan Tour '85